# Paracontias hildebrandti
Espèce
Synonymes
- Acontias hildebrandti Peters, 1880

Statut de conservation UICN

 LC  : Préoccupation mineure
Paracontias hildebrandti est une espèce de sauriens de la famille des Scincidae.

## Répartition
Cette espèce est endémique de Madagascar. Elle se rencontre aussi sur l'île de Nosy Be.

## Étymologie
Cette espèce est nommée en l'honneur de Johann Maria Hildebrandt.

## Publication originale
- Peters,  1880 : Über die von Hrn. J. M. Hildebrandt auf Nossi-Bé und Madagascar gasammelten Säugethiere und Amphibien. Monatsberichte der Königlich Preussischen Akademie der Wissenschaften zu Berlin, vol. 1880, p. 508-511 (texte intégral).